# سارة هيلدبراندت
سارة هيلدبراندت (مواليد 23 سبتمبر 1993) هي لاعبة مصارعة حرة أمريكية، فازت بالميدالية البرونزية في وزن 50 كج في أولمبياد 2020.

## وصلات خارجية
- سارة هيلدبراندت على موقع قاعدة بيانات المصارعة الدولية (الإنجليزية)
- سارة هيلدبراندت على موقع اللجنة الأولمبية الدولية (الإنجليزية)
- سارة هيلدبراندت على موقع أوليمبيديا (الإنجليزية)